# Desktop Tower Defense
Desktop Tower Defense è un videogioco per browser  di tipo tower defense basato sulla piattaforma Adobe Flash creato da Paul Preece nel marzo 2007, il gioco è disponibile in: inglese, spagnolo, tedesco, francese ed italiano. 
Il gioco è stato pubblicato per Nintendo DS nel maggio del 2009 solo nel Nord America.

## Modalità di gioco
Il gameplay di Desktop Tower Defense, ricorda quella di una scrivania da ufficio apparentemente disordinata (infatti la parola desktop in Italiano significa appunto scrivania). 
Lo scopo del gioco è quello di eliminare tutti i nemici presenti nella schermata prima che essi raggiungano l'altra parte del labirinto, l'abilita del giocatore sta nel costruire ed eventualmente potenziare le torri a sua disposizione che sparando automaticamente uccidono i nemici denominati "Creeps" ("Brividi" in Italiano) presenti nel loro raggio d'azione.
A differenza degli altri giochi tower defense, il tracciato non è preimpostato, sarà lo stesso giocatore a creare il "percorso" collocando le torri in maniera tattica, bisogne tener conto che i Creeps tendono a seguire il percorso più corto!, l'unica regola presente nel gioco è quella di non sbarrare completamente l'uscita, per ogni nemico non eliminato saranno decurtati punti salute.
Una strategia è quella di creare corridoi lunghi e tortuosi per eliminare i nemici che sopraggiungono ad intervalli regolari (si possono "accelerare" le ondate e guadagnare ulteriori punti), un'altra caratteristica è quella che ogni nemico possiede un potere speciale diverso, tipo:
- Immunità a certe torri.
- Resistenza extra.
- Super velocità.
- Capacità di volare, essi sono in grado di sorvolare il labirinto creato dal giocatore e sono immuni alle torri di tipo "terra-terra".
- Sdoppiamento, una volta eliminato il Creep "madre" al suo posto escono altri nemici di dimensioni ridotte.
- Boss, sono più robusti dei nemici classici, dopo averli eliminati danno al giocatore soldi extra.

Oltre alle modalità di gioco: facile, Medio e difficile, nella schermata menù è possibile accedere a diversi livelli speciali come: 
- "The 100", in questa modalità il giocatore dovrà sconfiggere 100 livelli di creeps.

- "3K Fixed", il giocatore avra a disposizione 3000 monete d'oro per costruire le torri ed eliminare più nemici possibile.

## Sviluppo
Già nel 2006  Paul Preece ebbe per la testa l'idea di creare un gioco tower defense del tutto nuovo con l'eliminazione dei canoni classici inerenti al tracciato, egli notò che per la rete non erano disponibili giochi di questo genere che permettevano al giocatore di costruire torri su un percorso di tipo "labirinto" (la possibilità di posizionare le torri nel mezzo del tracciato). 
Preece, prima di iniziare il suo lavoro, dovette imparare a prendere dimestichezza con il programma Adobe Flash, infatti dopo aver conosciuto David Scott, il creatore di Flash Element Tower Defense, Paul decise di lavorare sul suo gioco, però nonostante la sua buona volontà, egli non possedeva molte abilita come programmatore e decise di farsi "aiutare" da molti esperti nel settore.